# Radek Sláma
Radek Sláma (* 30. ledna 1980) je bývalý český fotbalový záložník, naposledy hrající nižší rakouskou ligu za klub ESV Schwarzenau.

## Úspěchy
- FC Vysočina Jihlava
  - postup do 2. ligy (1999/00)